# Alessandro nell'Indie (Metastasio)
Alessandro nell'Indie è un libretto d'opera seria di Pietro Metastasio, scritto nel 1726 e musicato lo stesso anno da Leonardo Vinci. L'opera fu rappresentata per la prima volta in Roma, Teatro delle Dame, 26 dicembre 1729.
Lo stesso libretto fu musicato da più di settanta musicisti fino al 1824, data della prima alla Scala di Milano, con libretto riveduto da Andrea Leone Tottola, del rifacimento con musica di Giovanni Pacini.